# Villorba
Villorba är en kommun i provinsen Treviso i regionen Veneto i Italien. Kommunen hade 17 899 invånare (2018).